# Alexandre de Rothschild
Alexandre de Rothschild, punim imenom Alexandre Guy Francesco de Rothschild (*Neuilly-sur-Seine kod Pariza, Francuska, 3. prosinca 1980.), francuski bankar i poduzetnik iz francuske loze židovske bankarske obitelji Rothschild.
Rodio se kao jedini sin od četvero djece baruna Davida Renéa de Rothschilda i barunice Olimpije Anne Aldobrandini.  Diplomirao je na Ecole Superieure du Commerce Exterieur (eng. ESCE International Business School) u Parizu. Po završetku školovanja radio je u dioničkim društvima u Londonu i New Yorku.
Godine 2008. pridružio se Rothschildovoj bankarskoj kući gdje se usredotočio na utemeljenje i razvoj trgovačkog bankarstva, da bi nešto kasnije preuzeo upravu Paris Orléans Proprietary Investmentsa i japanske podružnice. Godine 2011. imenovan je članom upravnog odbora, a 2013. godine glavnim partnerom Rothschild & Cie Banque i Rothschild & Cie.
Dana 17. travnja 2018. godine zamijenio je svog oca, baruna Davida Renéa na položaju izvršnog predsjednika kompanije Rothschild & Co.